# 라이언 힐리
라이언 크리스토퍼 힐리(Ryon Cristopher Healy, 1992년 1월 20일 ~ )는 전  미국의 야구 선수이다.

## 미국 프로야구 시절
2016년에 오클랜드 애슬레틱스에 입단하였다.

## 한국 프로야구 시절

### 한화 이글스시절
2021년에 브랜든 반즈를 대체할 외국인 야수로 영입되었다. 타율 0.257, 7홈런, 37타점으로 기대에 미치지 못한 성적을 남겼고, 7월 4일에 방출됐다.
그의 대체 선수로 에르난 페레즈가 영입되었다.